# Orexa
Orexa è un comune spagnolo di 83 abitanti situato nella comunità autonoma dei Paesi Baschi.